# Peprossiïta-(Y)
La peprossiïta-(Y) és un mineral de la classe dels borats.

## Característiques
La peprossiïta-(Y) és un nesotriborat de fórmula química YAl₂(B3.67Si0.33)O10.67. Va ser aprovada com a espècie vàlida per l'Associació Mineralògica Internacional en el mes de novembre de l'any 2024, i encara resta pendent de publicació. Cristal·litza en el sistema trigonal. És una espècie isostructural amb la peprossiïta-(Ce), de la qual és l'anàleg amb itri.
Segons la classificació de Nickel-Strunz pertany a «06.C - Nesotriborats» juntament amb altres minerals com l'ameghinita, la inderita o la inyoïta, entre d'altres. L'exemplar que va servir per a determinar l'espècie, el que es coneix com a material tipus, es troba conservat a les col·leccions del Museu Mineralògic Fersmann, de l'Acadèmia de Ciències de Rússia, a Moscou (Rússia), amb el número de registre: 6139/1.

## Formació i jaciments
Va ser descoberta a la pegmatita de Dorozhniy, al marge esquerre del riu Kukurt, uns 45 km a l'est de Murghab (Gorno-Badakhxan, Tadjikistan). Aquest indret és l'únic de tot el planeta on ha estat descrita aquesta espècie mineral.